# Tlacopán
Tlacopán (język nahuatl – "kwitnąca roślina na płaskiej ziemi") – miasto-państwo w prekolumbijskiej Mezoameryce, znane też jako Tacuba. Tlacopán był położony na zachodnim brzegu jeziora Texcoco.
Miasto zostało założone przez Tlacomatzina z ludu Tepanec i było podległe pobliskiemu Azcapotzalco. Tlacopan sprzymierzył się z Tenochtitlánem i Texcoco (tworząc tzw. trójprzymierze) w celu podbicia Azcapotzalco. Po pokonaniu tego miasta Tlacopan stał się razem z pozostałymi dwoma członkami przymierza jądrem imperium azteckiego. Władca tego miasta Totoquihuaztli przyjął wówczas tytuł Tepaneca tecuhtli (Pan Tepaneców – prawdopodobnie przejęty od rządzących poprzednio Atzcapotzalco). Miasto było podporządkowane ważniejszemu Tenochtitlánowi i otrzymywało jedynie jedną piątą trybutu jaki uzyskiwano z kampanii wojennych prowadzonych przez połączone armie sojuszu.
Potrójne Przymierze zakończyło swój żywot wraz z podbiciem imperium azteckiego przez Hernána Cortésa w 1521 r.